# مضيق الشيطان
مضيق الشيطان (يطلق عليه البعض اسم مثلث برمودا العراق)؛ مضيق يقع في محافظة البصرة في العراق، تحديدًا بين الطرف الجنوبي لجزيرة الشمشومية والجزء الشمالي من جزيرة أم الرصاص شرق شط العرب، ويقع إلى الجنوب من ميناء أبو فلوس بمسافة أربعة أميال بحرية تقريبا. وهو أضيق الممرات الملاحية في شط العرب، وأضيق المضايق العالمية على وجه العموم، إذ يبلغ عرضه بين الضفتين حوالي 150 مترا فقط. ويقع برمته في المياه العراقية.
ففي هذا المضيق تتعرض السفن التجارية الكبيرة أثناء عبورها لقوة خفية تؤثر على بوصلتها المغناطيسية. فتضطرب وتتحرك بشكل عشوائي. مما يدل على وجود قوة مغناطيسية أو قوة جذب شديدة وغريبة. حيث تنحرف إبرة البوصلة بزاوية كبيرة. وتنجذب نحو الضفة الشرقية لشط العرب. ولما كانت هذه السفن الكبيرة تعتمد فيما مضى على الاتجاهات التي تحددها البوصلة المغناطيسية وترسم مسارها. فأن هذا الانحراف الفجائي في هذه المنطقة الضيقة يؤدي حتما إلى جنوحها عن خط سيرها، وارتطامها بالشاطئ القريب، وبخاصة إثناء الملاحة الليلية. وبالتالي إصابتها بأضرار بليغة وخارجة عن إرادتها.